# العولمة والمرأة في الصين

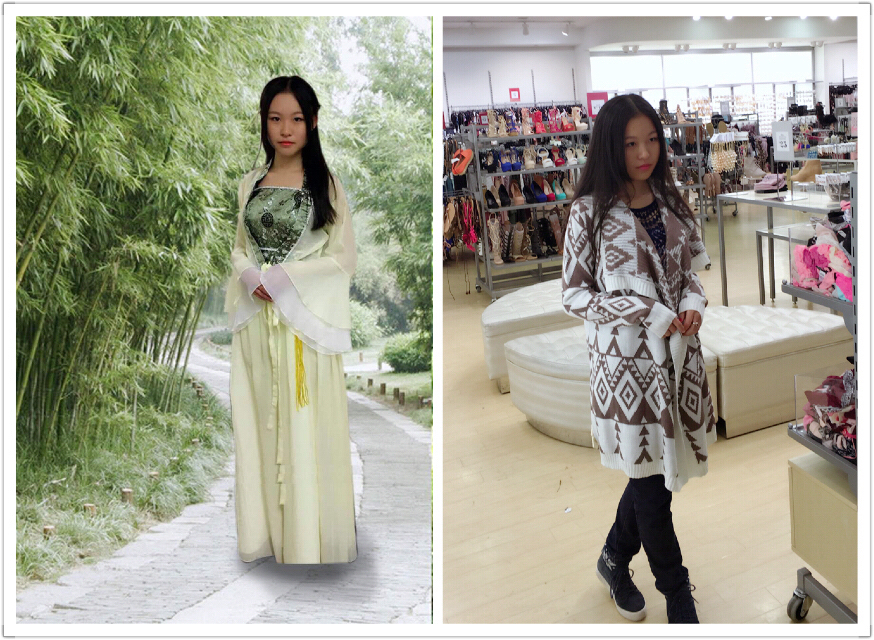
امرأة صينية ترتدي ملابس تقليدية، وأخرى تتسوق لشراء ملابس عصرية. يُوضح التضاد أن العولمة قد غيرت موضة وثقافة النساء الصينيات.

عاينت دراسة تأثير العولمة على النساء في الصين دور وحالة النساء الصينيات بالنسبة للتغيرات السياسية والثقافية التي استحُدثت في القرن العشرين نتيجة للعولمة؛ التي تعني التفاعل والتكامل بين الناس والمنتجات والثقافات والحكومات، بين الشعوب المختلفة حول الكرة الأرضية، التي عمل على ازدهارها عدة عوامل مثل التجارة والاستثمار وتكنولوجيا المعلومات. أثرت العولمة على حقوق المرأة والترتيب الطبقي بين الجنسين وفي مجالات البيئة المحلية مثل الزواج وحق الإرث، كما في ورش العمل أيضًا؛ حيث غيرّت هذه التعديلات نوعية الحياة والفرص المتاحة للنساء في المراحل المختلفة طيلة العولمة الحديثة.
ارتبط التفاوت المُتغيّر بين الجنسين بمبادئ إيديولوجية أُسِست بواسطة النظام السياسي الحاكم. ساد في عصر الإمبراطورية نموذج اجتماعي من الكونفشيوسية، حيث كانت فلسفة مُنتشرة في جميع أنحاء الشرق، حيث أكدت الكونفشيوسية المُثل الأخلاقية والطبع والعلاقات الاجتماعية والوضع الراهن. استغل الكونفشيوسيون الجُدد وقادة الإمبراطورية حكمهم في التسلسل الهرمي الاجتماعي، ولا سيما في محيط الأسرة، لكي يضطهدوا المرأة دينيًا واجتماعيًا. ومع بدء الحكومة الصينية في إعادة استيعاب نفسها في المجتمع العالمي في أواخر القرن التاسع عشر إلى أوائل القرن العشرين، تحولت عن المُثل الكونفشيوسية التقليدية، كما إنها غيّرت دور المرأة في المجتمع أيضًا. بعدما أنشأ ماو تسي تونغ جمهورية الصين الشعبية في عام 1949؛ تغيّرت الأدوار القديمة للجنسين. كانت وفاة ماو تسي تونغ البداية لإدارة الشيوعية الحالية مع تدفق الاتصالات الدولية في مجالات التجارة والسياسة والمُثل الاجتماعية. ومنذ الثمانينات وفي ظل تواجد الحزب الشيوعي الجديد، اكتسبت حركة حقوق المرأة اهتمامًا وأصبحت قضية وطنية وكذلك إشارة للتطور.
في المناطق الريفية، تعمل المرأة تقليديًا مع أسرتها في إنتاج محاصيل مثل الشاي والأرز. وفي المناطق الحضرية، تعمل في المصانع وتعيش بعيدًا عن المنزل. وترسل معظم عاملات المصانع من الفتيات الأموال إلى أسرهن. وللمساعدة في الحفاظ على حقوق المرأة في المصانع؛ أُنشِئت النقابات العاملة والمنظمات الدولية. وفي المنازل، تعتني النساء بالأطفال وطهي الطعام.

## التحيز الغربي
قديمًا، كانت الثقافة الغربية تستغل أفكار التبعية والإيذاء لتُشكِّل شخصية المرأة الصينية التقليدية. كانت قد بُنيت هذه المعتقدات على أساس جداول الأعمال الإيديولوجية والسياسية. وكانت مقبولة على نطاق واسع على الرغم من نزعتهم العرقية. بدأت الكتابات الأوروبية المُتعلقة بالنساء، التي أنتجها المبعُوثون الدينيون والخبراء بعلم الأعراق في نهاية القرن التاسع عشر. فكان هدف المبعُوثين الدينيين تحضُر الصين وإبراز الضعف والإيذاء المُقدمين لاستمرار عملهم. دفع هذا الاعتقاد الفقهاء إلى استغلال خضوع المرأة ليُصادِق على الأفكار الغربية عن ثقافة الصين ومبادئ الكونفوشوسية.
في السبعينات ونتيجة لتشكُل الحركات المُؤيدة لحقوق المرأة، بدأت في التأثير على الأدبيّات المُحيطة بالصينيات. ومنذ هذه الفترة، كانت الدراسات المُتعلقة بالمرأة الصينية تهتم بتحرير المرأة وتتعاطف مع الحركات المُؤيدة لحقوق المرأة. أثّرت هذه العاطفة، إلى حد كبير، على موضوعات ومنهجية البحث. وعلى الرغم من هذا التحوّل في وجهة النظر، ظل تركيز الخطاب على التبعية والاضطهاد البطريكي والإيذاء قائمًا. وبحثت هذه الدراسات قضايا مثل ربط الأقدام وعفة الأرامل. ولم يُؤثر الأدب، الذي صاغه كُتّاب الحركة المُؤيدة لحقوق المرأة، بأي شيء تجاه تبديد أسطورة المرأة الضعيفة الخاضعة. وقد قدمت هذه الأعمال تحيزًا جديدًا لم يسبق له مثيل. واعتقد مُؤيدو حقوق المرأة أن الصينيات يُمثلن جزءًا من المستوى النسائي العالمي. ويُوضح هذا النمط من التفكير التباين الثقافي الذي تشعر به المرأة الغربية بطبيعتها. نادرًا ما تحصي الكتابات عن المرأة الصينية الاختلافات في الوقت والطبقة العرقية أو العمر؛ مُفضِلة وصف حال المرأة بأنها تلعب دورًا ثابتًا ووحيدًا في الثقافة الصينية، على الرغم من الحدود السياسية والجغرافية، التي تُحدد مناطق مُختلفة مع التغيرات الاقتصادية والاجتماعية على مر التاريخ.

## تاريخ ظُلم الإناث في الزواج

### الأدوار التقليدية والكونفوشيوسية
منذ أسرة هان الملكية (206 ق.م إلى 220 م) وحتى العصر الحديث (1840 - 1919)، أنشأ الفقهاء والحكام مجتمعًا ذكوريًا يُهيمن عليه الذكور في الصين. وشددت الكونفوشيوسية، أساس تنمية المجتمع الذكوري في الصين، على الفروق بين الجنسين ودورهما داخل الأسرة. استمرت هذه الأيديولوجيات خلال عهد أسرة تانغ (618- 907)؛ فنشأت الفتيات من سن مبكرة جدًا على الخضوع لآبائهن، ثم إلى أزواجهن، وأخيرًا إلى أبنائهن. وعلاوة على ذلك، وفي عهد أسرة سونغ، طور فقهاء الكونفوشيوسية التقاليد الذكورية بالإضافة إلى المزيد من القيود على الإناث، بما في ذلك ربط الأقدام للبنات في سن مبكرة جدًا.

### الحياة الزوجية في إمبراطورية الصين
استفاد الرجال أكثر من النساء من منظومة الزواج الصينية التقليدية. ويبدو هذا التأثير واضحًا في الزواج من امرأة واحدة والاقتران والطلاق والإرث من النسب والتملك من قبل الرجال. بعد فترة الربيع والخريف، تستطيع النخبة من الرجال أن تستولى على الزوجات الأوليات والثانويات والخليلات والخادمات، في حين حُرمت الصينيات القُدامي من الحق في اختيار زواجهُن. وعمومًا، كان يُنظّم الزواج الصيني التقليدي من قِبل آباء العريس والعروس من أجل الحصول على تحالفات بين العائلتين وضمان استمرار النسب. وكانت المهمة الرئيسية للمرأة المتزوجة، بغض النظر عن الوضع الاجتماعي، أن تلد على الأقل ابنًا واحدًا يحمل اسم العائلة. ولذلك، فإن المرأة لا تُقدر إلا من أجل الإنجاب.
يُوجد ثلاثة أنواع من الزواج في الصين القديمة. أول نوع هو الزواج التقليدي الصيني، الذي نشأ في المجتمع البدائي، وكان يُسمى بزواج الاستيلاء، حيث يذهب العريس إلى منزل العروس المُتوقعة في الغسق لاختطافها. فيما كان يُسمى النوع الثاني بزواج الشراء، حيث يدفع الأزواج بها أجر النساء. ومنذ هذه اللحظة، يُصبحن ملكًا لأزواجهن، مما يُمكَّنهم من تداولهن أو بيعهن. أما النوع الثالث فكان الزواج المُدبر، الذي يعود إلى عصر الممالك المُتحاربة، والتي تُشدد على ضرورة المُراقبة الأبوية ووساطة الزواج. وكان الخاطِبون يلعبون دور الوساطة بين كل من العائلتين. وفي حال غيابهم، يُمكن أن يُعتبر الزواج غير مقبول ولا يُمكن حله. وبمجرد زواج شخصين، تترك الزوجة أسرتها وتعيش مع أسرة الزوج، مُطيعة لهم كأنهم والديها.
وإبان حكم أسرة تشو، كانت الطبقة العالية تعتبر فتياتها سلعة ثمينة لآباء الزوج، وليس للزوج. وهذا يعني أن الزوجات كانت تخضعن للآباء قانونيًا. ومن المُتوقع أن يكون لديهن أخلاق لا تشوبها شائبة، بما في ذلك الامتناع عن السعال والعطس في حضور والدي أزواجهن. وكانت الزوجات لا يستطعن مُغادرة غرفهن أو قبول الهدايا من الأقارب دون إذن. ويُؤدي رفض تحويل الهدايا إلى الوالدين إلى إيذائهن جسديًا وطردهن من الأسرة. بالإضافة إلى ذلك، كانت الزوجة تقوم بخدمتهم قانونيًا، بما في ذلك مساعدتهم على الاستحمام وترتيب الأسرِّة والطبخ. في الصين القديمة، كانت الناس تُركز تركيزًا شديدًا على إعداد الطعام. ويُعد الطهي من أهم مهام الزوجات التي كانت تستغرق وقتًا طويلًا بسبب الطقوس التقليدية والتوقعات العالية لتذوق وشهية الطعام.

### حركة الرابع من مايو

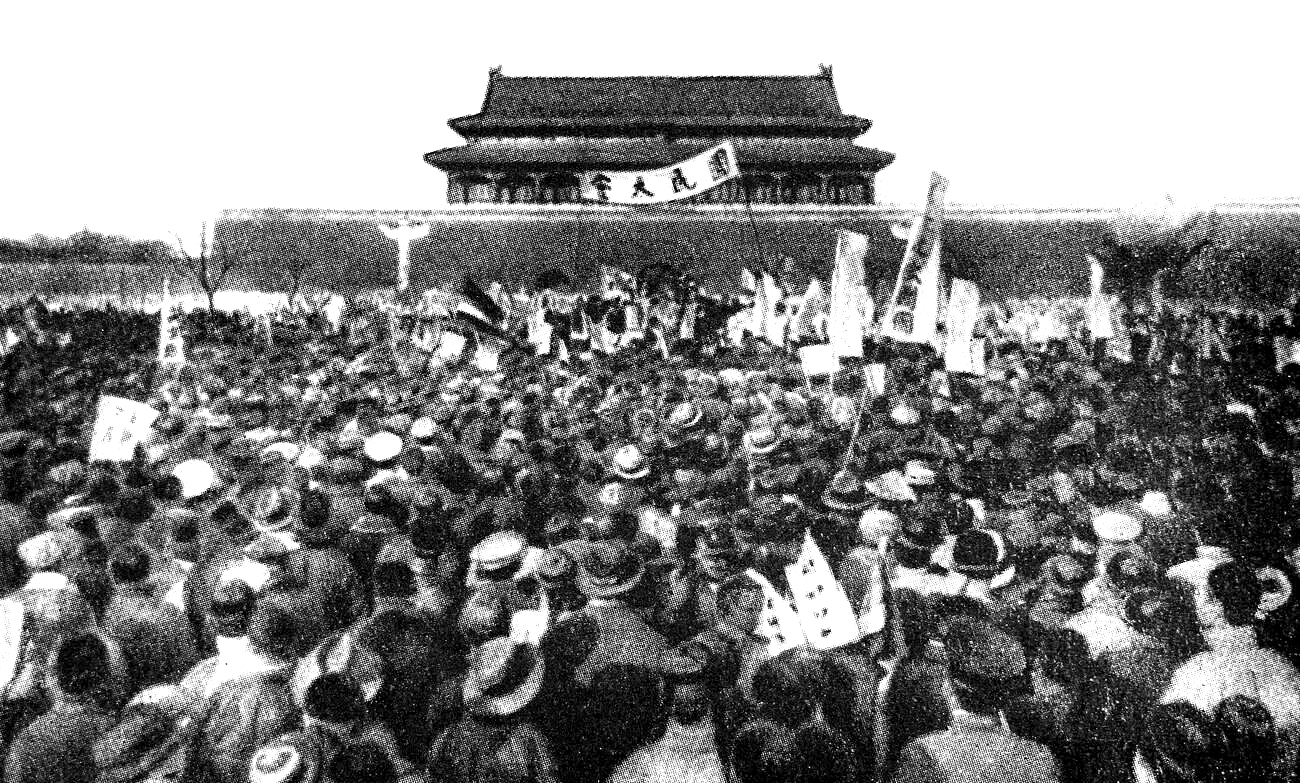
المُتظاهرون في حركة الرابع من مايو.

بدأت حركة الثقافة الجديدة في الصين حوالي عام 1916 بعد أن فشلت أنشطة ثورة 1911 في تأسيس حركة الجمهورية، واستمرت خلال العشرينات من القرن الماضي. كانت حركة الرابع من مايو، التي وقعت عام 1919، مُظاهرة بقيادة الطلاب في جامعة بكين الوطنية ضد الحكومة، حيث احتجوا فيها على إلغاء الكونفوشيوسية والتغيرات في نظام القيم التقليدية. وارتأى الكثيرون أن حل مشاكل الصين سيكون في اعتماد مفاهيم الغرب في المساواة والديمقراطية. وبما أن الحركة شددت على الجهود الجماعية والدعاية، فقد شاركت النساء في العديد من المهام الجماعية مثل النشر وإنتاج الدراما وجمع الأموال، مما ساعدهن على اكتساب المزيد من التواصل الاجتماعي مع الرجال واكتساب الاحترام.

### إصلاحات الزواج في القرن العشرين
تأسس الزواج أحادي الجنسيين الصيني الجديد مع قانون الزواج لعام 1905 بعد تأسيس جمهورية الصين الشعبية. وأعلن قانون الزواج الجديد إلغاء نظام الزواج الإقطاعي، الذي يشمل الزواج المُنظم والزواج بالإكراه، وتمييز الذكور وعدم مُراعاة مصالح الأطفال. كما أكد هذا القانون على الحق في الطلاق واعتناق الزواج بحرية الاختيار. وعلى الرغم من إحراز تقدم، فإن النساء الصينيات تقيدن بالنظام المعياري والزواج المُغاير. وفي الوقت الراهن، من المُتوقع أن تتزوج الصينيات من رجل يتمتع بوضع تعليمي واقتصادي مُرتفع في أوائل أو منتصف العشرينات. وتميل الكثير من النساء الحاصلات على تعليم جيد والمُثقفات في المناطق الحضرية إلى تأخير الزواج، مما يؤدي بدوره إلى إحياء التقاليد المُفترضة، والمُتمثلة في الوساطة بين الوالدين. وبما أن الآباء الصينيين عمومًا لا يستخدمون زواج الابنة لبناء شبكة عائلية أو الحفاظ على الوضع الاجتماعي للأسرة بعد الآن، فإن هذا التوفيق لا يُعد زواجًا قسريًا، بل هو اقتراح يهدُف إلى إفادة فتياتهم.
نتيجة لهذه الإصلاحات، تغيرت أدوار الزوجات بالنسبة للمرأة الريفية والحضرية على حد سواء. في الوقت الحالي، يتمثل دور الزوجة في دعم زوجها وأولادها، وليس خدمة أهلها. فيما كانت تتمتع الأمهات بسلطة أقل، ويُمكن للأزواج الحصول على علاقات أكثر حميمية. ومنذ أن وُضعت سياسة الطفل الواحد؛ كرست الزوجات في المناطق الحضرية وقتهن لتنشئة الطفل المثالي، حيث يبذلن بالوقت الحالي مزيدًا من الجهد لإنشاء أسرهن بدلًا من خدمتهن. وعلى الرغم من هذا التركيز على الأطفال؛ ازدادت مساكن الإقامة للأزواج الجدد مرة أخرى. ظل الآباء في المناطق الحضرية بالقرب من أبنائهم لمساعدتهم في الحصول على الوظائف والإسكان والخدمات. كما اكتسبت المرأة الريفية مزيدًا من الاستقلال الذاتي، بما في ذلك حُرية التعبير عن آرائها ورغباتها. وقد طالبت الزوجات في الريف الأثري ببناء قصور لمساكن نيولوكال.

## الحياة المنزلية للمرأة الصينية

### ربط القدم

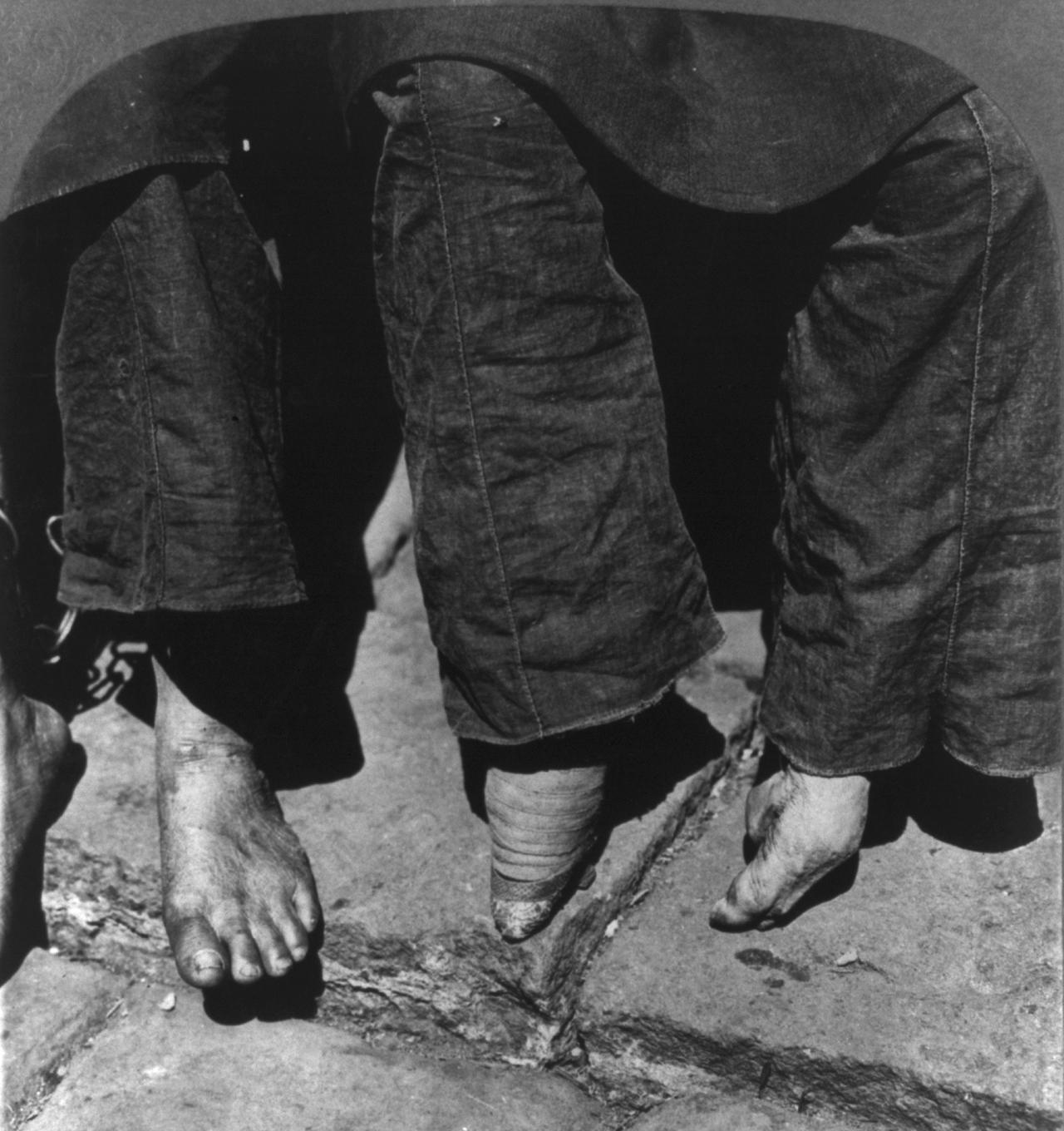
مُقارنة بين قدم امرأة عادي، على يسار الصورة، وقدم امرأة مربوط.

ربط القدم هي العملية التي يتم بها كسر قوس أقدام المرأة وتُلف أصابع القدمين على القدم لخلق قدم أصغر مع قوس حاد. كانت تُعتبر قبضة الجسد جذابة ومُثيرة بالنسبة للرجال، وقد تم تمرير هذه الممارسة كشرط مُسبق للزواج من الأم للابنة عبر الأجيال. كانت عملية ربط القدم مُؤلمة وغالبًا ما ألزمت النساء في غرفهن. واستطاع عدد قليل من نساء الطبقة الدنيا على ربط أقدامهن، لأنهن بحاجة إلى المشي عادةً لإنجاز أعمال المنزل. وكانت الأقدام المُربوطة مُؤشرًا على غنى وثراء المرأة. واعترف الإصلاحيون الصينيون خلال فترة الإمبريالية بتحرير النساء الصينيات كشيء ضروري لمصالحهن الخاصة. وكانت الإهانة التي مرت بها الصين على الصعيد الدولي قد انتقلت إلى المرأة الصينية. وبطبيعة الحال، تم الاعتراف بأن ربط الأقدام فعل وطني مُشين، فوجد الناس أنها مشكلة خطيرة يجب القضاء عليها، مما أدى إلى شن حملات مُضادة لربط القدم في التسعينات من القرن التاسع عشر حتى القرن العشرين. وعلاوة على ذلك، فإن الحكومة الجديدة التي جاءت بعد ثورة 1911 حظرت ممارسة ربط الأقدام. وهكذا، بدأت تختفي في المناطق الساحلية بداية من 1900 إلى 1920. ومع ذلك، كانت لا تزال هذه الممارسة شعبية داخل المناطق الداخلية من الصين حتى ثلاثينات وخمسينات القرن العشرين.

### تغيير التقاليد التي تستند إلى الكونفوشيوسية
في ظل الكونفوشيوسية، كانت الأسرة النموذجية أبوية، لأن الرجال لديهم القدرة على تمرير اسم العائلة ومُواصلة النسب من الأجداد؛ ومن المُتوقع أن تخضع المرأة لذلك. تحدى اعتماد قيم الأسرة الغربية في القرن العشرين القيم التقليدية الصينية. فساهمت الوطنية في تغيير العادات والمكانة الاجتماعية للمرأة. عززت الثائرة الوطنية تشيو جين نظرية المساواة بين الجنسين من خلال العديد من المقالات والخطب، وكذلك من خلال مجلة المرأة الصينية. ونددت جين بضرب الزوجة ووأد الإناث والزواج المُرتب وربط القدم. وفي نهاية المطاف، بدأت التدريس في مدرسة للبنات في الصين. وفي هذا الوقت، اُفتتحت العديد من المدارس الأخرى للفتيات في الصين. وأدى ذلك إلى زيادة فرص العمل للمرأة في العشرينات.
بعد ذلك، وكنتيجة لتغيير النظام الشيوعي لهيكل المجتمع الصيني من خلال الإصلاح الاقتصادي، تم تعديل هيكل الأسرة الصينية. تم تثبيط الأربعة القدامي (سيجيو)، الأفكار القديمة والعادات القديمة والتقاليد والثقافات القديمة، وحل محلها أيدلوجية الشيوعية، وخاصة خلال الثورة الثقافية. وتحول الاقتصاد إلى سيطرة الحكومة كاملة، إضافة إلى فرص قليلة لامتلاك الممتلكات الخاصة والممتلكات العامة. قضت الزراعة الجماعية على النظام القائم على العشيرة، وكان لها أثر كبير على تحفيز العمال وولاء الأسرة.
تدهورت البنية الثقافية التقليدية من قِبَل الثورة الثقافية. وحرّض الحرس الأحمر أفراد الأسرة ضد بعضها البعض، كما سعى هؤلاء الأعداء الطبقيين إلى إرسالهم لإعادة تأهيلهم، مما أدى في نهاية المطاف إلى فقدان الروابط الأسرية. وقد ارتقت المرأة إلى مكانة مُتساوية مع الرجل من خلال سلسلة القوانين التي تحظر مُمارسات مثل الزيجات المُدبرة والدعارة والمهر وزواج القاصرات. وبموجب تلك القوانين، تتمتع المرأة بالملكية المُشتركة في الزواج ويُمكنها طلب الطلاق.
نتيجة للتحكم الشيوعي في الصين، تحسن الوضع الاجتماعي للمرأة تحسنًا كبيرًا. ومُنحت المرأة سلطة العمل خارج المنزل. كما أدى الحكم الشيوعي إلى نهاية بعض الممارسات مثل ربط القدم وزواج الأطفال والظلم والزواج المُدبر. وشهدت الصين انخفاضًا في العنف الأسري بسبب البرامج الشعبية التي تدعمها الحكومة لمواجهة هذه الممارسات. ولا تزال النساء في المناطق الريفية غير مُتعلمات إلى حد كبير.

### التحكم في عدد السكان
خلال فترة الإصلاح، نظمت السلطة الشيوعية في الصين تحديد النسل. وقد وضعت الحكومة سياسات تهدُف إلى تطوير علم السكان من خلال فهم انتقائي للعلوم والتكنولوجيا الغربية.
وفي عام 1979، نُفذت سياسة الولادة المُخطط لها. وسمحت الحكومة الصينية بطفل واحد فقط لكل عائلة تابعة لهان، مع السماح لعدد أكبر من الأطفال للعائلات الأخرى. وبما أن هذه السياسة المُخطِطِة للولادة قد نُفِّذت استنادًا إلى القوانين المحلية بدلًا من قانون السكان الوطني، فإن مستوى تقييد الولادات يختلف في المناطق الحضرية والريفية. وفي الأسر التي تعتمد على الزراعة من أجل الدخل، تكون الأسرة هي الوحدة الأساسية للإنتاج. لذلك، فإن الكثير من الأسر الريفية تفضل دفع الغرامات الضخمة للولادة الزائدة.
في عام 2011، سُمح لأزواج المدينة الذين نشأوا في أُسر من طفل واحد بأن يكون لديهم طفل ثانٍ؛ في حين أن الأزواج في المناطق الريفية يُمكن أن يكون لهم طفل ثانٍ، ما إذا كان إذا أحدهم فقط قد انحدر من أسرة بها طفل واحد. وفي عام 2013، أتاح التنقيح الإضافي لسياسة المواليد المُخططة للأزواج، الذين ليس لديهم أي أشقاء من الأبوين، أن يكون لديهم طفلان. وفي عام 2015، سمحت الصين لجميع الأزواج بإنجاب طفلين، مما ألغى سياسة الطفل الواحد المُمتدة على مدى عقود من الزمن للأسر الحضرية.
وهناك حالة أخرى للسيطرة على السكان هي انتشار وأد البنات. يمارس سكان المنطقة الريفية قتل الإناث والإهمال الانتقائي بسبب تفضيل الأبناء على البنات. ومنذ الثمانينيات من القرن الماضي، قُدرت حالات قتل للإناث الرضع بحوالي 200.000 سنويًا بسبب تفضيل الأطفال الذكور، وساعد التقدم التكنولوجي مثل الموجات فوق الصوتية على معرفة جنس الجنين. وبالإضافة إلى قتل الإناث، فإنهن لا يُسجلن أو تتركهن أسرهن، مما يمنعهن بدوره من الحصول على التعليم والمزايا القانونية التي تقدمها الحكومة. وقد أدت هذه الطرق الداعية إلى السيطرة على السكان إلى فجوة كبيرة بين الجنسين في الصين.

## المرأة الصينية في جميع أنحاء أماكن العمل

### تاريخ المرأة العاملة

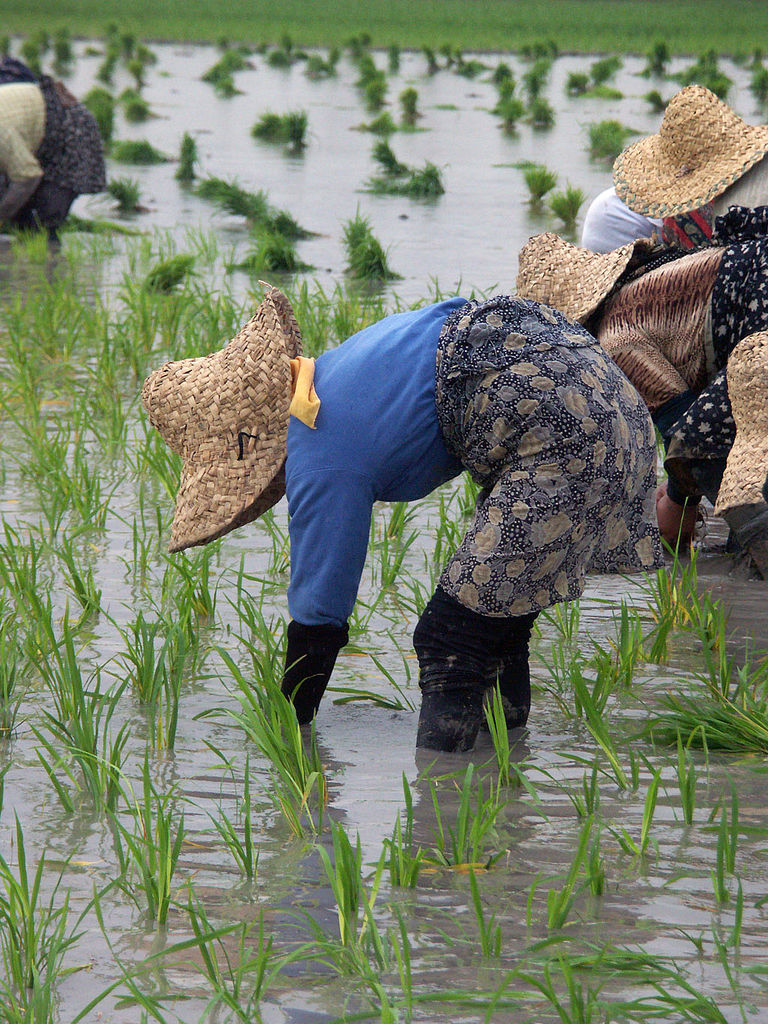
امرأة تعمل في حقل الأرز.

في العصر الإمبراطوري، واجهت النساء قيودًا بدنية تحد من مواقفهن الاجتماعية. وكان لديهن وظائف تتطلب الحد الأدنى من النشاط البدني مثل الأعمال المنزلية وإنتاج المنسوجات لبيعها أو استخدامها.
خلال حكم ماو (1949-1976)، كانت هناك حاجة لمُشاركة النساء الصينيات في الأعمال اليدوية كالزراعة والتصنيع الحضري. ومن أجل تعويضهن عن عملهن الشاق، أُتيح لهن المُشاركة في التعليم والسياسة. دعمت الحكومة الصينية تعليم المرأة. فبلغت نسبة الفتيات المُلتحقات بالمدارس 96.2% مُقابل أقل من 20% قبل جمهورية الصين الشعبية عام 1949. وقد حاولت الحكومة الصينية خفض كمية النساء الأُميات مع تعزيز مدارس الكبار والمدارس المهنية. وانخفض عدد الأُميات من 90% في عام 1949 إلى 32% في عام 1993. في الثلاثين عامًا الأولى من الحكم الشيوعي، كان التمييز ضد المرأة آخذًا في التناقض، ولكن لم يكن لديهن وظائف لها سلطة حقيقية في اتخاذ القرار.
بذلت الحكومة الصينية جهودًا كبيرة لتحقيق مستوى عالٍ من الوضع الاقتصادي للمرأة. ومنذ عام 1949 ومع تأسيس الجمهورية الشعبية، ارتفع مُعدل النساء العاملات، حيث تُمثل النساء الصينيات 44% من القوة العاملة و34.5% من النساء العاملات في العالم.

### المناطق الريفية
تلعب المرأة دورًا رئيسيًا في الزراعة يتمحور في الحفاظ على ملكية المصادر الرئيسية للإنتاج في المناطق الريفية. وفي الصين التقليدية، لم يُسمح للنساء بامتلاك الأرض أو المُمتلكات. كانت الأرض تورث للأبناء الذكور، وإذا لم يكن هناك ابن في الأسرة، فتُنقل إلى أحد الأقارب الذكور. وفي المناطق الأقل سكانًا، تقوم النساء بعمل زراعي أكبر من الرجال بسبب الزراعة المُتنقلة. وفي المناطق الأكثر تكدسًا بالسكان، يقوم الرجال بعمل أكثر من النساء لكون زراعة المحراث هي الأوسع في نطاق الاستخدام. تُعد مشاركة الإناث عالية في المنطقة المُتعددة في زراعة المحاصيل. وتشتمل أنواع العمل الأخرى، التي تؤديها المرأة في الريف، على تربية الخنازير والدواجن والغزل والنسيج صناعة السلال وغيرها من الحرف اليدوية. وهذا النوع من العمل يدعُم الدخل الزراعي.

### المناطق الحضرية

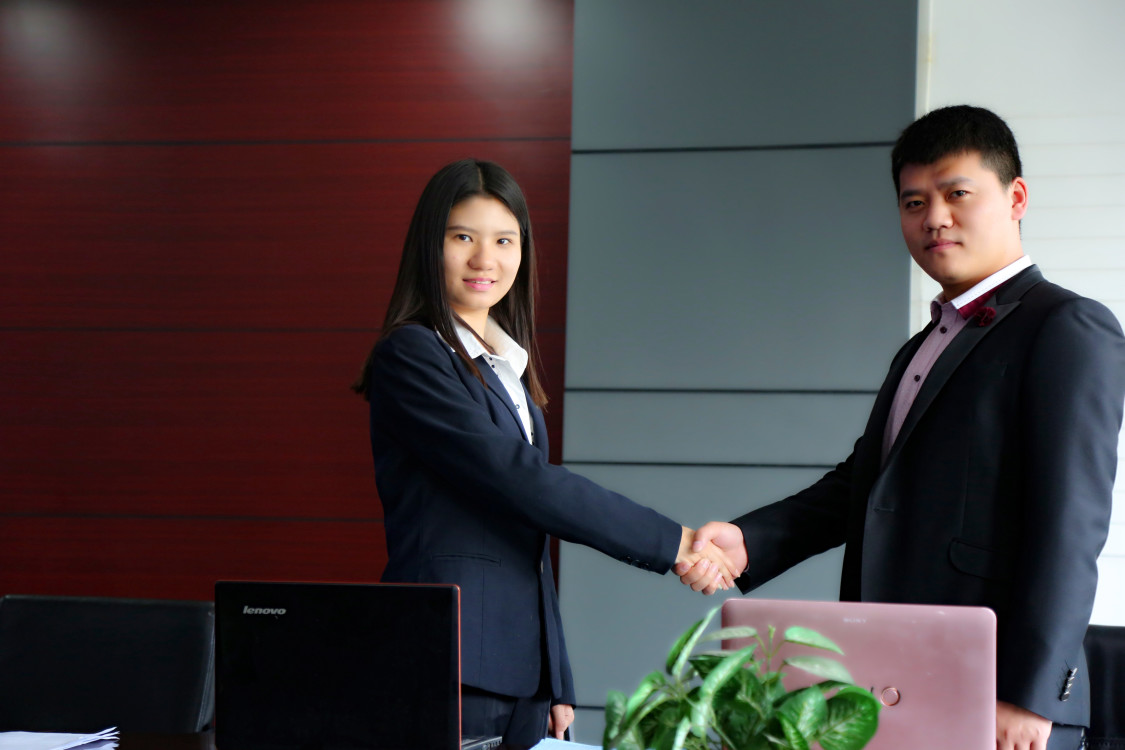
مُوظفة امرأة تعقد صفقة مع العميل، يوضح ذلك دور العولمة في إتاحة المزيد من فرص العمل للمرأة في المناطق الحضرية في الصين.

وضعت السياسات الاقتصادية للصين الأساس الذي تقوم عليه عملية التصنيع في التنمية الموجهة نحو التصدير، واعتمدت على التصنيع مُنخفض الأجر لإنتاج السلع الاستهلاكية للسوق العالمية. وقد تركت الفتيات المناطق الريفية للعمل في المناطق الصناعية الحضرية. واشتملت الأعمال على التصنيع المُوجه نحو التصدير والتصنيع في مجال الإلكترونيات وتجميع الألعاب والخياطة في إنتاج الملابس والتجميع والخياطة المُختلطين في صناعة الأحذية. تُعد كل من هونغ كونغ وشنتشن من المدن التي أنُشئت كمراكز للتصنيع المُوجه للتصدير، وتشكل العاملات المُهاجرات 70% من ثلاثة ملايين شخص في شنتشن.
يحجم أرباب العمل في القطاع الخاص عن توظيف النساء لأن القانون الصيني يقضي بأن يُغطي رب العمل إجازة الأمومة وتكاليف الولادة. بيد أن بعض الصناعات تُفضل العاملات للحصول على منافع مُفترضة. وعلى سبيل المثال، فإن اقتصاد الجمال، يُعرف بأنه سوق تُستخدم فيه النساء الشابات والجذابات للترويج للمُنتجات والخدمات التجارية، من ضمن صناعة المبيعات. وقد أدى تطور صناعة المبيعات إلى زيادة فرص العمل للمرأة، ولكنها تقتصر أيضًا على المهن الجنسانية.

#### أسباب العمالة الوافدة

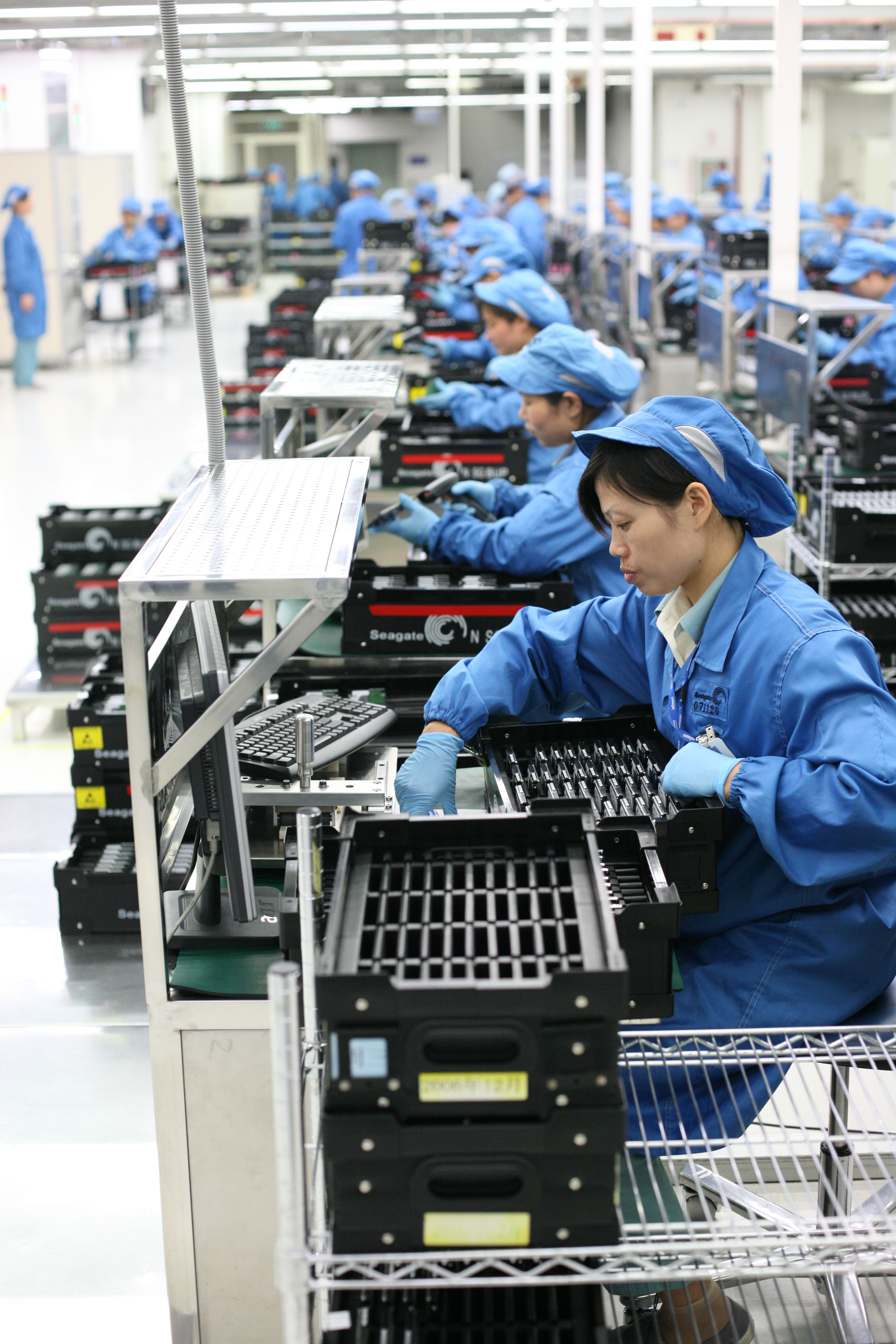
العمال يقومون بالاختبار النهائي وضمان الجودة قبل إرسال محركات الأقراص للعملاء.

عُدت هجرة العمال الصينين في المناطق الريفية بدايةً من عام 1948 من الظواهر الحديثة، عندما أصبحت لوائح تسجيل الإقامة الدائمة أقل عقابية، وسمحت للناس بالانتقال لإيجاد العمل. غادر الناس المناطق الريفية للهرب من الفقر، وغادرت الإناث بسبب افتقارهن إلى الفرص المحلية المُتاحة للمرأة. وفي المدن، تمكنت المرأة أن إيجاد وظائف جديدة مُنخفضة الأجر في المصنع لا تتطلب عاملات ذوات مهارات عالية. ووفقًا للإحصاءات الوطنية، تبلُغ نسبة العاملات المهاجرات الإناث إلى الذكور 1:2 وتُقدر النساء العاملات المُهاجرات في مدينتي هونغ كونغ وشنتشن ما يتراوح بين 30 و40 مليونًا.
في مقاطعة نانشان بشنتشن، شكلت الإناث 80% من القوة العاملة وكان مُتوسط أعمارهن 23 عامًا. ويُفضل العاملات الشابات على الفتيات الأكبر سنًا أو الذكور لأسباب عديدة؛ نظرًا لأن النساء المُتزوجات أقل حركة، فيما يُحتمل أن تكون العاملات، الأصغر سنًا، عازبات عن نظرائهن من الرجال. ويُفضل اختيار النساء الريفيات الشابات لهذه الوظائف في المقام الأول، لأنهن أقل احتمالًا للحمل، ويتمتعن بقدرة كبيرة على تحمل ساعات العمل الطويلة مع رغبتهن في ذلك، ولديهن أصابع خفيفة الحركة، وستكُن أقل خبرة في طلب حقوقهن القانونية. يُوقعن العديد من العاملات المُهاجرات عقودًا بأنهن لن يحملن خلال فترة عملهن.
لصالح الأسرة، تُرسَل الإناث في المناطق الريفية للعثور على عمل في المناطق الحضرية عن نظرائهن من الذكور، وذلك أساسًا لدعم الدخل العائلي في المنزل ولدعم الذكور الذين يُرجح أن يلتحقوا بالكلية. يكون مستوى تعليم الذكور في الصين أعلى، خاصة عندما تكون الأسرة تحت ضغط مالي، فيما تكن الإناث أكثر عُرضة للانسحاب من المدرسة لتوفير الدخل للأسرة. لأن الإناث أقل تأثيرًا على الأسرة ماديًا على المدى الطويل، وبالتالي فإن حقوقهن في تنمية الفرص غير مُتكافئة. ويُعزز هذا التفاوت أيضًا الدوافع العاطفية للهجرة. وتهاجر العديد من النساء لتحقيق غاية شخصية. وتُصور القوالب النمطية في الصين، والتي تطورت نتيجة للعولمة، المرأة الريفية بأنها مُتخلفة، والنساء في الحضر بأنهن عصريات. وربط كثير من الناس الحضارة مع النضج، حتى النساء الريفيات المُهاجرات إلى المدن يُنظر إليهن على أنهن ناضجات. وتُقدر النساء المُهاجرات أيضًا المعرفة اللاتي يحصلن عليها، بما في ذلك الوعي السياسي والذاتي، أثناء عيشتهن في المدن. وأفادت بعض النساء أنهن يرغبن في مُغادرة القرى نتيجة للملل من الحياة الريفية. وأدت الأفكار التي استمرت بسبب العولمة إلى زيادة نوايا المرأة في الوقت نفسه لتُصبح مُستقلة؛ يُريد العديد من العمال المهاجرين حياة مُنفصلة عن أسرهم.
سمح هذا النظام الجديد لسكان الريف بالهجرة، ولم يسمح لهم بتغيير سكنهم أو قبول أي مزايا في المدن. فأدى ذلك إلى تزايد عدد العمال المُهاجرين دون الحد الأدنى من مزايا الإقامة بما في ذلك الرعاية الطبية أو السكن أو التعليم. ولا تثقن العديد من النساء المُهاجرات بالحكومة لحماية حقوقهن. فاليوم، يصل عدد المُهاجرين الذين يعملون بدون عقود إلى 90%، في انتهاك لقانون العمل الصيني.

#### تدهور
يبدو أن حرية إظهار الأنوثة والمُساواة بين الجنسين لم تلق توافقًا في المجتمع الصيني. ولا يبدو أن المُساواة بين الجنسين سوف تسود إلا عندما تقتصر المرأة على عملية إزالة الجنسنة في عهد ماو. وتضمن سياسة الإصلاح الاقتصادي الصيني حرية المرأة في إعادة التهيئة والجنسنة، ولكنها تُعيد في نفس الوقت عدم المُساواة بين الجنسين.
تعرف عاملات المصانع باسم داغونغمي أو الفتيات العاملات. وهم عادة من النساء الشابات اللاتي يُعانين من سوق عمل مُجزأة في قطاعات العمالة غير الرسمية ومُنخفضة الأجر. ويحصل العاملون في المصانع، المُوجهة نحو التصدير، على الحد الأدنى من الأجور والحد الأدنى من أجر العمل الإضافي، ويدفعون ثمن الوجبات والسكن في المصنع، إضافة إلى غرامات كسر قواعد المصنع. وكان متوسط الأجر اليومي، لمدة 12 ساعة في اليوم في مصنع ألعاب في منتصف التسعينات، قرابة 1.10$ دولار أمريكي للعاملات المُهاجرات في شنتشن. وعلى الرغم من أن العمال المُهاجرين في الصين ما زالوا يحصلون على أجور مُنخفضة، فإن متوسط دخلهم قد ازداد على مدى السنوات القليلة الماضية. وفي عام 2008، كان مُتوسط الدخل اليومي للعمال المُهاجرين في الصين يُعادل 6.48 دولار أمريكي. وفي عام 2014، كان مُتوسط الدخل اليومي يُعادل 13.86 دولار أمريكي.
تخلق هذه الشروط الحد الأقصى من الاعتماد الفائض؛ وتدور حياة العمال اليومية حول إنتاج المصنع وتعتمد على الظروف الاقتصادية. ولا تسمح الدولة بالنقابات المحلية، فلديها اتحاد نقابات عمال عُموم الصين كمنتدى شرعي لتمثيل العُمال. وبدون الحق في تكوين النقابات ومع الدولة التي تفرضها مُنظمة التجارة الحرة، فإن العاملات المُهاجرات يجدن صعوبة في الحصول على حقوق وعلاج مُناسبين من إدارة المصنع. وتُظهر إحصائيات عام 2003 من جامعة الشعب أن 90% من المهاجرين يعملون بدون عقود، مما يُشكل انتهاكًا مُباشرًا لقانون العمل الصيني. ووفقًا للاتحاد، فإن العمال المُهاجرين مدينون بأكثر من 100 مليار يوان في أجورهم.
تحاول المُنظمات الآن مساعدة العاملات المُهاجرات وتمكينهن من خلال التدريب والتعليم بشأن حقوقهن المُتصلة بالعمل. وبدأت العيادات القانونية بمُساعدة المُهاجرات في رفع دعاوي ضد أرباب العمل ومكاتب العمل المحلية. وأدت إحدى حالات استغلال العاملات في مصنع ملابس هوايي في بكين إلى إساءة مُعاملة الإدارة، فضلًا عن دفع أجر 24 امرأة على الأقل. وبعد تقديم الشكاوي، بالتعاون مع مركز الدراسات القانونية والخدمات القانونية للمرأة بجامعة بكين، تلقت النساء 170,000 يوان في أجور الظهر والتعويضية.
تُمثل العلاقات بين العمال وأرباب العمل الحاجة الفورية إلى مصانع لاستيعاب كميات كبيرة من العمال ذوي الأجور المنخفضة، ويُواجه العمال الشباب، الذين يُعانون من انعدام الأمن، مصاعب الانتقال لمسافات طويلة للحياة في مهاجع المصانع، مع توظيف شابات عازبات يخدمن احتياجات الإدارة. ويُتيح توظيف الشابات للإدارة إمكانية التحكم مُمارسة أقصى قدر من السيطرة والسلطة على القوى العاملة. وبالمُقارنة مع النساء المُسنات والعُمال الذُكور، فإن النساء الشابات هن الوحيدات الأكثر عُرضة لسلطة الإدارة ومطالبها. ويقترح التلاعب المُشترك لمفهوم المصنع كالعائلة الذي رسمه المُلَّاك والمُدراء كيفية تحمَّل العمال وضعًا مُموهًا داخل بيئة المصنع. وتُؤدي علاقات القوة غير المُتساوية داخل المصنع إلى طلب الإدارة للخدمات الشخصية من العاملات، بداية من غسل الشعر إلى الجنس.